# Pangrapta dentilineata
Pangrapta dentilineata là một loài bướm đêm trong họ Erebidae.